# OA vz.30
Tatra OA vz. 30 – czechosłowacki samochód pancerny z okresu międzywojennego, następca OA vz. 27.

## Historia
OA vz. 30 był podstawowym czechosłowackim samochodem pancernym w latach 1934–1939. Samochód miał konstrukcję 3-osiową, z czego napędzane były dwie tylne osie. Uzbrojenie pojazdu stanowiły 2 karabiny maszynowe ZB vz. 26, jeden w obrotowej wieży, drugi przy stanowisku kierowcy, z przodu pojazdu. Pojazd produkowały zakłady Tatra Kopřivnice. Z 51 stworzonych przez nie pojazdów, po rozpadzie Czechosłowacji 18 sztuk trafiło do słowackich oddziałów rozpoznawczych, 1 sztuka na Węgry, 9 do Rumunii, los pozostałych jest nieznany, prawdopodobnie używały ich oddziały stacjonujące w Protektoracie Czech i Moraw.
Do naszych czasów nie zachował się ani jeden egzemplarz. W chwili obecnej istnieje jedna replika tego pojazdu.